# Serološka dijagnostika virusnih infekcija
Serološka dijagnostika virusnih infekcija je serološka tehnika koja se zasniva na dokazivanju virusspecifičnih antitela u serumu inficirane osobe.

## Serologija
Termin serologija je složenica nastala od latinske reči sero, što znači serum i grčke reči logia, što znači nauka. Reč je o medicinskom pojmu koji se koristi da označi nauku o krvnom serumu i njegovoj upotrebi.
U praksi pojam serologija se obično odnosi na medicinsku dijagnostiku antitela u serumu, odnosno otkrivanje antitela koja se formiraju kao odgovor na infekciju protiv nekog stranog proteina ili mikroorganizma.

## Primena
Serološki testovi se najčešće primenjuju u dijagnostici akutnih infekcija ili za utvrđivanje imunskog statusa osobe prema određenom virusu.
Serološka dijagnostika je značajna za viruse koji se teško kultivišu ili je metoda izolacije dugotrajna i komplikovana.
Serološka istraživanja često koriste i epidemiolozi za utvrđivanje prevalencije bolesti u populaciji. Takva istraživanja se ponekad obavljaju slučajno, uz testove anonimno uzetih uzoraka za neke druge medicinske testove.

## Tehnika
Serološka dijagnostika se bazira na praćenju titra specifičnih antitela koja se javljaju u odgovoru na virusnu infekciju. Prva antitela koja se pojavljuju u serumu inficirane osobe su IgM klase i mogu se detektovati već nekoliko dana od početka infekcije. Neki od klonova aktiviranih B limfocita potom počinju da produkuju IgG antitela koja se pojavljuju u serumu 7-15 dana posle početka infekcije. Količina obe klase antitela se povećava u odgovoru na infekciju i dostiže maksimalni nivo oko 6. nedelje od početka infekcije. Virus specifična IgM antitela nakon toga počinju da opadaju i ne mogu se detektovati posle 3 meseca. Za razliku od njih IgG antitela perzistiraju čitavog života i odgovorna su za doživotni imunitet prema određenom virusu.

### Uzorak
Uzorak za serološku dijagnostiku dobije se uzimanjem približno 5 ml venske krvi. Pema preporukama krv je najbolje uzeti natašte. 
- Uzorkovana krv drži se na sobnoj temperaturi do formiranja koaguluma.
- Nakon formiranja koaguluma, uzorak se centrifugira, a zlatno žuti supernatant (serum) odvaja se u sterilnu epruvetu.
- Odvojeni serum stavlja se u hladnjak na 2-8 °C do testiranja (nekoliko dana). Za duže čuvanje treba serum zamrznuti.

## Dijagnostika kod pacijenata sa aktivnom virusnom infekcijom
Virusna infekcija se dijagnostikuje na osnovu:
- prisustva virus specifičnih IgM antitela (IgG može, ali ne mora biti prisutan);[9]
- porasta titra antitela u parnim uzorcima seruma u periodu između akutne faze bolesti i faze oporavka, ili - visokog titra antitela u rekonvalescentnoj fazi bolesti.

## Dijagnostika kod pacijenata sa preležanom infekvcijom
Preležana infekcija, odnosno specifičan imunitet, dijagnostikuje se na osnovu detekcije samo virus-specifičnih IgG antitela.

## Dijagnostika kod pacijenata sa reinfekcijom
Serološka dijagnostika kod pacijenata sa reinfekcijom ili reaktivacijom stare infekcije je komplikovanija u odnosu na dijagnozu inicijalne infekcije. U oba slučaja infekcija se javlja kod osoba koje već imaju pozitivan nalaz specifičnih IgG antitela, s tim što u reinfekciji dolazi do porasta samo titra specifičnih IgG antitela u odsustvu IgM antitela, dok u toku reaktivacije
latentne infekcije, kao u slučaju herpesvirusa, dolazi do porasta nivoa specifičnih IgM i IgG antitela.

## Dijagnostika kod pacijenata sa hroničnom virusnom infekcijom
U hroničnim virusnim infekcijama, kao što su infekcije izazvane HIV i HTLV I i HTLV II, i hepatitis C virusom (HCV) pozitivan nalaz antitela, bez obzira na njihovu klasu, uvek ukazuje na aktivnu virusnu infekciju.

## Dijagnostička primena seroloških testova
| Dijagnostička primena seroloških tehnika.        | Dijagnostička primena seroloških tehnika.                                                                                   |
| Test                                             | Pimeri primene testa |
| ------------------------------------------------ | --- |
| Fiksacija komplementa.                           | - Detekcija antitela specifičnih za respiratorne viruse                                                                     |
| ELISA.                                           | - IgG/IgM antitela - rubela, morbili, mumps, HIV, hepatitis A - Antigeni - HBs u serumu, norovirusa i rotavirusa u stoliici |
| Imunofluorescencija.                             | - IgG/IgM antitela - EBV,VZV - Antigen – RSV, influenca i drugi respiratorni virusi u respiratornim sekretima               |
| Aglutinacija                                     | - Antitela - rubela, toksoplazma - Antigen - rotavirus, norovirus                                                           |
| Vestern blot i rekombinantni imunovezujući eseji | - Potvrdni za HIV i HCV |

## Serološka dijagnostika u istraživanju
U aprilu 2020.  godine Justin Trudeau formirao je kovid 19 imunitetnu radnu grupu, čiji je mandat da izvrši serološko istraživanje u dijagnostici koja se nametnula kao neophodna usred pandemije kovida 19.